# Gabriel Harvey
Gabriel Harvey (1545 – 1630) foi um escritor e poeta inglês.

## Obras emlatim
- Ciceronianus (1577)
- G Hezrveii rhetor, sive 2 dierum oratio de natura, arte et exercitatione rhetorica (1577)
- Smithus, vel Musarum lachrymae (1578),
- G. Harveil gratulationum Valdensium libri quatuour